# Ricardo Sáenz de Ynestrillas Pérez
Ricardo Sáenz de Ynestrillas Pérez (Madrid, 30 de noviembre de 1965) es un político español nacionalsindicalista. Militó en las juventudes de Fuerza Nueva y, en 1994, fundó la coalición de Alianza por la Unidad Nacional tras haber fundado el Movimiento Social Español y la Legión de San Miguel Arcángel.

## Biografía

### Primeros años
Nació en Madrid el 30 de noviembre de 1965. Hijo del comandante del Ejército español Ricardo Sáenz de Ynestrillas Martínez, se crio en el seno de una familia de militares. Comenzó su militancia política a los 11 años de edad, en Fuerza Joven, rama juvenil de Fuerza Nueva. Tras la disolución de esta participó en la creación de las juventudes del sindicato Fuerza Nacional del Trabajo. Fue testigo del asesinato de su padre, Ricardo Sáenz de Ynestrillas Martínez, a manos de ETA, el 17 de junio de 1986, frente al portal de su casa.

### Juicios y condenas
Fue procesado y absuelto por el asesinato del diputado de Herri Batasuna Josu Muguruza y diez acciones armadas más contra ETA y personas relacionadas con el independentismo vasco. Tras el juicio, funda el Movimiento Social Español que concurre a varios procesos electorales. Después fundaría y dirigiría la Alianza por la Unidad Nacional, en un segundo intento de unificación de diversas fuerzas políticas de carácter ultraderechista.   
En diciembre de 1998 fue condenado por el Tribunal Menor de Gibraltar a cinco días de prisión por cometer un delito de alteración del orden público: él y cinco personas más se habían encadenado e izado la bandera española en el Castillo Morisco, en el lugar en el que ondeaba la bandera británica. Al cumplir su condena, se le ordenó abandonar Gibraltar.
En el año 2001, el Tribunal Supremo le absolvió de una condena de 7 años de cárcel por " supuestamente" disparar contra un joven que se había negado previamente a venderle cocaína en el año 1997 en una discoteca de Majadahonda.

### Viraje ideológico, años posteriores
Desde entonces militó en diversas organizaciones neofascistas, y en diversos mítines en los cuales rechaza un nuevo golpe de Estado militar en España; se muestra a favor de la apertura de fronteras y de los inmigrantes y se muestra a favor de una revolución que devuelva a los trabajadores la propiedad de los medios de producción en un estado laico y sindical.[cita requerida]
Posteriormente, vivió un tiempo en Argentina, país en el que experimentó en partidos políticos de diferente ideología e incluso logró que en algunos actos flameara la bandera franquista.
Es licenciado en derecho y abogado en ejercicio. Colaboró como articulista en webs de internet ultraderechistas como Infonacional.com o Mediterráneo Digital.com, y ha publicado un libro que constituye una autobiografía política: Ynestrillas. Crónica de un hombre libre, y un segundo libro, La Reconquista del Estado que supone el desenmascaramiento de la ultraderecha, por el que tiene puesta una querella criminal. Preside la Asociación "Comandante Ynestrillas" y es vicepresidente de Auxilio Azul. También militó en FE/La Falange, donde llevó la sección de acción política junto a Manuel Andrino Lobo. Participaba en el programa La Gran Esperanza de Radio Intercontinental y aborda las ideas políticas y desvela en su blog a los infiltrados en la extrema derecha por el CNI como Ernesto Milà, a los cuales atribuye el fracaso en intentos de golpe de Estado producidos en España en los años ochenta como la Operación Galaxia.
Recientemente ha manifestado su apoyo al movimiento 15M, afirmando que "Mi apoyo estará siempre con quienes enarbolen los estandartes de la justicia social y la revolución, española o no, contra el orden capitalista y opresor.  Alejándose de lo que él mismo ha bautizado como "frikifachas", creó "La Bandera Negra", un grupo "autogestionario y revolucionario" que defiende la abolición de la monarquía, legalización de las drogas, construir un ejército popular, la soberanía, el federalismo y que se solidariza con el conflicto de Gamonal y homenajea a militantes del IRA.
Posteriormente creó el "Círculo Podemos de Izquierda Falangista". Disolvió Izquierda Falangista afirmando:"Renunciamos al término falangista debido a la contaminación revisionista y derechista que ha sufrido la Falange que la convierte en un símbolo muerto de contenido y antipático para las capas más humildes y desprotegidas del pueblo." Entre las propuestas de esta formación estaban la formación de un proceso constituyente, la proclamación de una república presidencialista, autogestionaria, y sindicalista de trabajadores, federal desde el municipio y la comarca libremente asociado, la reforma agraria, nacionalización de la banca, el crédito y los sectores estratégicos, la salida del euro, de la UE y de la OTAN, la renegociación de la deuda pública en condiciones favorables y el rechazo al TTIP, la supresión de la reforma laboral y del art. 135 de la Constitución Española, la paralización de los desahucios o la expropiación de los grandes terratenientes y propietarios oligarcas de una forma revolucionaria.
En una entrevista al diario digital El Plural, declaró ser un militante activo de Podemos: "...salvo matices en los que no coincido, creo que en Podemos es donde se da esa mayor proximidad con mi pensamiento, aunque se me queda corto en las reivindicaciones más necesarias y revolucionarias". Aclaró que su ideario se acerca al de la Falange Auténtica y al pensamiento joseantoniano original, que propugnaba "un acercamiento a los grupos anarcosindicalistas de la CNT, o del Partido Sindicalista de Ángel Pestaña".

## Libros de memorias
- Ynestrillas: Crónica de un hombre libre
- La Reconquista del Estado